# Xenocalamus
Xenocalamus is een geslacht van slangen uit de familie Lamprophiidae.

## Naam en indeling
Er zijn vijf soorten, de wetenschappelijke naam van de groep werd voor het eerst voorgesteld door Albert Günther in 1868.

## Uiterlijke kenmerken
De slangen bereiken een lichaamslengte van 30 tot 50 centimeter, uitschieters worden tot 85 cm lang. De kop heeft een enigszins stekel-achtige snuitpunt, en is niet duidelijk te onderscheiden van het lichaam door het ontbreken van een duidelijke insnoering.
De onderkaak is relatief klein, evenals de ogen, deze hebben een ronde pupil. De slangen hebben een langwerpig en cilindrische lichaamsvorm met een korte staart die een stomp uiteinde heeft. Het lichaam heeft vijftien of zeventien rijen schubben in de lengte op het midden van het lichaam en 183 tot 248 schubben aan de buikzijde. Onder de staart zijn 22 tot 37 caudaalschubben aanwezig.

## Levenswijze
De slangen leiden een gravend bestaan in de grond en leven in zanderige omgevingen. Soms worden ze in termietenhopen aangetroffen. Alleen bij regenval komen ze bovengronds om niet ge verdrinken. Op het menu staan wormsalamanders en in de bodem levende skinken. Als de slangen worden bedreigd proberen ze te prikken met hun scherpe snuitpunt, maar de dieren staan niet bekend als gevaarlijk. De vrouwtjes zetten eieren af, de legsel zijn relatief klein en bestaan uit twee tot vier eieren.

## Verspreiding en habitat
Alle soorten komen voor in delen van Afrika en leven in de landen Namibië, Botswana, Zimbabwe, Zambia, Angola, Congo-Kinshasa, Congo-Brazzaville, Mozambique en Zuid-Afrika. De habitat bestaat uit zowel droge als vochtige savannen.

## Beschermingsstatus
Door de internationale natuurbeschermingsorganisatie IUCN is aan drie soorten een beschermingsstatus toegewezen. Alle soorten worden beschouwd als 'veilig' (Least Concern of LC).

## Soorten
Het geslacht omvat de volgende soorten, met de auteur en het verspreidingsgebied.
| Naam                       | Auteur         | Verspreidingsgebied                                                            |
| -------------------------- | -------------- | ------------------------------------------------------------------------------ |
| Xenocalamus bicolor        | Günther, 1868  | Angola, Congo-Kinshasa, Namibië, Botswana, Zuid-Afrika, Mozambique, Zimbabwe   |
| Xenocalamus mechowii       | Peters, 1881   | Namibië, Botswana, Zimbabwe, Zambia, Angola, Congo-Kinshasa, Congo-Brazzaville |
| Xenocalamus michelli       | Müller, 1911   | Congo-Kinshasa                                                                 |
| Xenocalamus sabiensis      | Broadley, 1971 | Zimbabwe, Mozambique, Zuid-Afrika                                              |
| Xenocalamus transvaalensis | Methuen, 1919  | Zuid-Afrika, Mozambique, Botswana, Zimbabwe                                    |